# Mari Carmen Moreno
María Carmen Moreno Bellido (Alicante, 16 de julio de 1972), también conocida como Mari Carmen Moreno o Nito Moreno, es una ex gimnasta rítmica española que formó parte de la selección nacional de gimnasia rítmica de España en la modalidad de conjuntos.
Durante su carrera deportiva consiguió un total de 7 medallas internacionales oficiales así como una Medalla al Mérito Gimnástico y la Copa Barón de Güell. Abandonó la competición en diciembre de 1989. En la actualidad entrena al Club Gimnasia Rítmica Torrevieja, donde ha dirigido a gimnastas como Claudia Heredia, internacional con el conjunto español, Tyler Brumitt, o Blanca Tomás, medallista nacional que es además su hija.

## Biografía deportiva

### Inicios

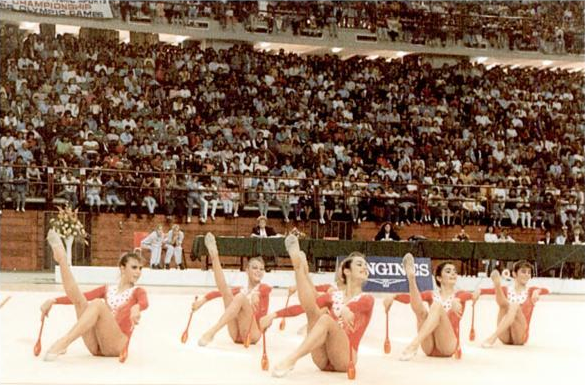
Conjunto español júnior subcampeón europeo en Atenas (1987).

Inició su carrera deportiva con 8 años en el Club Jitte (Alicante), cuando su profesora de Gimnasia del colegio, Paqui Maneus, descubrió en ella unas cualidades especiales para la práctica de la gimnasia rítmica. Fue Paqui Maneus quien la entrenó en Alicante hasta que en 1987 fue llamada por la selección nacional de gimnasia rítmica de España.

### Etapa en la selección nacional

#### 1986 - 1987: Ingreso en el conjunto júnior y Europeo de Atenas
En 1986 fue convocada por la selección nacional de gimnasia rítmica de España júnior en la modalidad de conjuntos, siendo entrenada por Rosa Menor, Cathy Xaudaró y Berta Veiga. Ese año logró el oro en el Torneo Internacional Ciudad de Enna (Italia). Posteriormente llegó a participar en el Campeonato de Europa Júnior de Atenas en 1987, donde logró la medalla de plata junto a Alejandra Bolaños, Eva Martín, Carmen Martínez, Arancha Marty, Raquel Prat, Nuria Rico y Carmen Sánchez.

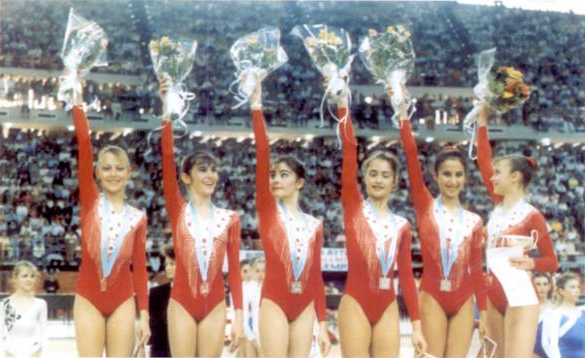
El conjunto español júnior con la plata en el Europeo Júnior de Atenas (1987).

#### 1987: Entrada al conjunto sénior y Mundial de Varna
A finales de 1987, la búlgara Emilia Boneva la reclamó para formar parte de la selección sénior en la modalidad de conjuntos, en la que se mantendría como titular durante los dos siguientes años. Durante ese tiempo entrenaría 8 horas diarias en el Gimnasio Moscardó de Madrid a las órdenes de la propia Emilia Boneva y de Ana Roncero, que desde 1982 eran seleccionadora nacional y entrenadora de conjuntos respectivamente, y tendría a Georgi Neykov como coreógrafo. Además, conviviría con todas las integrantes del equipo en una casa en La Moraleja. 
Ese mismo año consiguió su primera medalla en una competición absoluta importante, el Mundial de Varna, logrando el bronce en el concurso general, el 4ª puesto en 6 pelotas y el bronce en 3 aros y 3 pelotas junto a las gimnastas Marisa Centeno, Natalia Marín,  Ana Martínez, Marta Pardós, Astrid Sánchez y Elena Velasco, con Ana Carlota de la Fuente y Ana Martínez como suplentes.

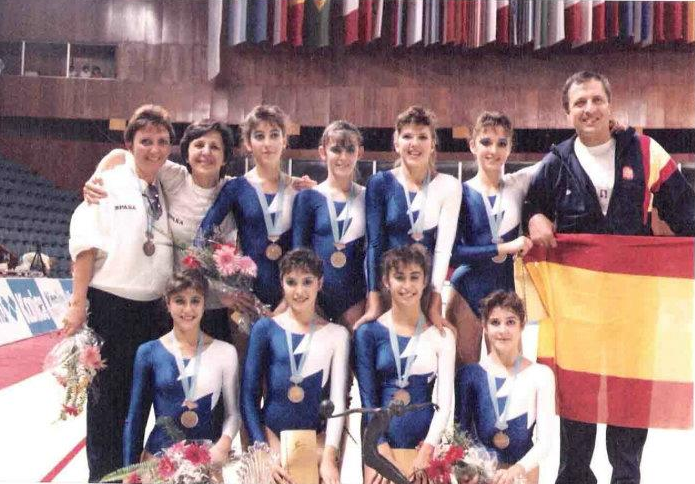
Nito Moreno (de pie, en el centro) con el conjunto español en el Mundial de Varna (1987).

#### 1988: Europeo de Helsinki
En 1988 consiguió el oro tanto en la general como en una final por aparatos en la Gimnasiada de Barcelona. Poco después afrontó su segundo Europeo, el primero en categoría sénior, participando en el Campeonato de Europa de Helsinki. En él logró el 8º puesto en la general y el bronce en 6 pelotas junto a Beatriz Barral, Vanesa Buitrago, Ana Carlota de la Fuente, Natalia Marín, Eva Martín, Arancha Marty, Raquel Prat, Astrid Sánchez y Carmen Sánchez.

#### 1989: Mundial de Sarajevo
A comienzos de 1989 consiguió 3 platas en el torneo DTB-Pokal Karlsruhe. Poco después obtuvo 3 medallas de bronce en el Campeonato del Mundo de Sarajevo, al subir al podio tanto en el concurso general como en las finales de 12 mazas y de 3 aros y 3 cintas. Las lograría junto a Beatriz Barral, Lorea Elso, Bito Fuster, Arancha Marty y Vanesa Muñiz, siendo suplentes Marta Aberturas y Nuria Arias. A finales de año, en diciembre, consiguió el bronce en la general de la Wacoal Cup (Japón), su última competición con el equipo nacional.

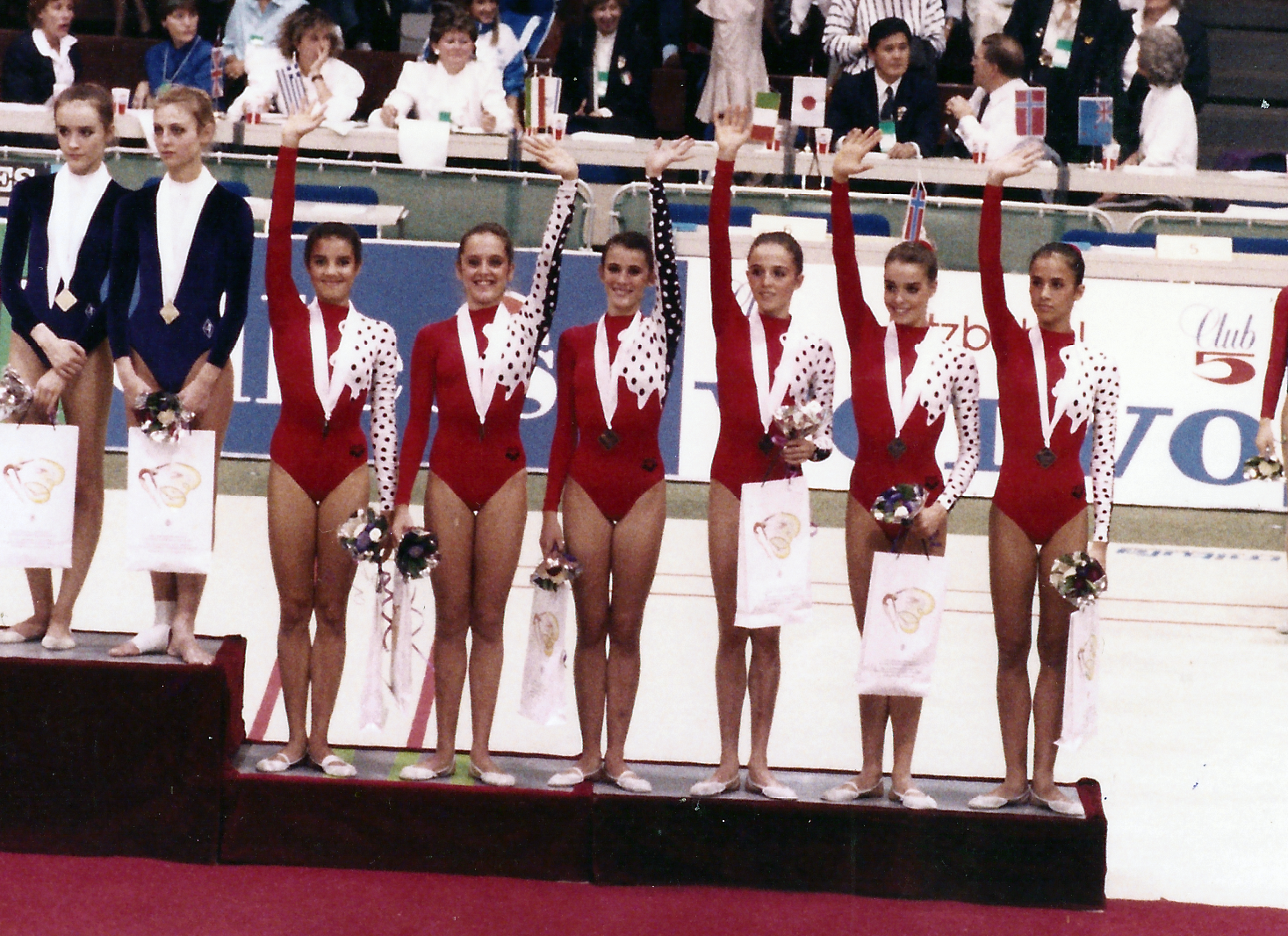
Moreno (centro de la imagen) con el bronce en el Mundial de Sarajevo (1989).

### Retirada de la gimnasia
Tras su retirada en diciembre de 1989, pasó a ser entrenadora en el Ayuntamiento de Torrevieja, entrenando al Club Gimnasia Rítmica Torrevieja desde octubre de 1991. En este club ha coincidido en el equipo técnico con otras exgimnastas, como Mónica Ferrández o Jennifer Colino. Mari Carmen ha entrenado en el club a gimnastas como Claudia Heredia, internacional con el conjunto español, o las medallistas a nivel nacional y autonómico Tyler Brumitt y Blanca Tomás, que es además su hija. Blanca llegó a usar en su ejercicio de cuerda en la Liga Iberdrola un maillot que utilizó Mari Carmen en el Mundial de Sarajevo.
El 16 de noviembre de 2019, con motivo del fallecimiento de Emilia Boneva, unas 70 exgimnastas nacionales, entre ellas Mari Carmen, se reunieron en el tapiz para rendirle tributo durante el Euskalgym. El evento tuvo lugar ante 8.500 asistentes en el Bilbao Exhibition Centre de Baracaldo y fue seguido además de una cena homenaje en su honor.

## Equipamientos
| Período     | Proveedor |
| ----------- | --------- |
| 1988 - 1989 | Arena     |

## Música de los ejercicios
| Año                    | Aparatos           | Música                                                                   |
| ---------------------- | ------------------ | ------------------------------------------------------------------------ |
| 1987 (Conjunto júnior) | 12 mazas           | El amor brujo, de Manuel de Falla.                                       |
| 1987                   | 6 pelotas          | «Rhapsody in Blue», de George Gershwin.                                  |
| 1987                   | 3 aros y 3 pelotas | Desconocida.                                                             |
| 1988                   | 6 pelotas          | Desconocida.                                                             |
| 1988                   | 3 aros y 3 cintas  | «Alba Rociera (A mi hermano Pichuli)» de Manolo Sanlúcar.                |
| 1989 - 1990            | 12 mazas           | «España cañí», pasodoble compuesto por Pascual Marquina Narro.           |
| 1989                   | 3 aros y 3 cintas  | Fragmentos de la ópera Carmen de Georges Bizet, como el tema «Habanera». |

## Palmarés deportivo

### Selección española
| 1987 - Torneo Internacional Ciudad de Enna Oro en final (12 mazas) - Campeonato de Europa Júnior de Atenas 2º puesto en preliminares Plata en final (12 mazas) 1987 - Campeonato del Mundo de Varna Bronce en concurso general 4º puesto en 6 pelotas Bronce en 3 aros y 3 pelotas 1988 - Gimnasiada de Barcelona Oro en concurso general Oro en final por aparatos - Campeonato de Europa de Helsinki 8º puesto en concurso general Bronce en 6 pelotas 1989 - DTB-Pokal Karlsruhe Plata en concurso general Plata en 12 mazas Plata en 3 aros y 3 cintas - Campeonato del Mundo de Sarajevo Bronce en concurso general Bronce en 12 mazas Bronce en 3 aros y 3 cintas - Wacoal Cup Bronce en concurso general |

## Premios, reconocimientos y distinciones
- Copa Barón de Güell al mejor equipo español, otorgada por el CSD en los Premios Nacionales del Deporte (1987)
- Medalla al Mérito Gimnástico, otorgada por la Real Federación Española de Gimnasia (1988)[13]